# El Torito (serie de televisión)
El Torito es una serie web y la primera serie original de Claro Video. Se estrenó el pasado 12 de noviembre de 2015 por la plataforma de streaming de Claro video. Escrita por Carolina Rivera, la historia narra las aventuras y desventuras de las personas detenidas por la policía mexicana por conducir en estado de ebriedad y son llevadas al centro carcelario de la Ciudad de México, más conocido como «El Torito».

## Reparto
- Irán Castillo como Dolores.
- Francisco de la Reguera como Rafa.
- Rodrigo Vidal como Vic.
- Bárbara de Regil como Ana.
- María Hinojosa como Meli.
- Mauricio Isaac como Ernesto.
- Gloria Izaguirre como Betty.
- Alejandra Morales como Concha.
- Hansel Ramírez como Isaac.
- Elsy Reyes como Juanita.
- Axel Rico como Jesús.
- Jorge Caballero como Jordy.
- Alejandro Vázquez como Poncho.
- Pascacio López como Alí.
- Marianna Burelli como Daniela.
- Dario T. Pie como Delgado.